# Osie Johnson
James „Osie“ Johnson (* 11. Januar 1923 in Washington, D. C.; † 10. Februar 1966 in New York) war ein US-amerikanischer Jazz-Schlagzeuger.
Johnson studierte Harmonielehre und Musiktheorie an der Armstrong High School in Washington. Er spielte 1941 bei den Harlem Dictators und war 1942–43 Mitglied der Band von Sabby Lewis in Boston und spielte dann in einer Kapelle der US Navy. Nach 1945 arbeitete er fünf Jahre in Chicago, u. a. in der Band des R&B-Saxophonisten Eddie Chamblee, bevor er 1951 Mitglied der Band von Earl Hines wurde. Nach Auftritten mit Tony Scott, Dorothy Donegan, Illinois Jacquet und Billy Bauer sowie auf dem Newport Jazz Festival 1957 mit Gigi Gryce und Donald Byrd wirkte er im New York der 1950er und 1960er Jahren als gesuchter Studiomusiker, mit dem Musiker wie Coleman Hawkins, Dinah Washington, Wes Montgomery, Paul Gonsalves, Al Cohn, Zoot Sims, Mose Allison und Sonny Stitt arbeiteten. Daneben wirkte er auch gelegentlich als Sänger und Komponist und nahm Alben als Bandleader auf. Er schrieb die Arrangements zu Fool That I Am und Too Soon to Know für Dinah Washington.

## Diskographie
- Johnson’s Whacks 1955
- Osie’s Oasis mit Henry Coker, Charlie Fowlkes, Milt Hinton, Bill Hughes, Thad Jones, Dick Katz, Wendell Marshall, Frank Wess, Ernie Wilkins, 1955
- Swingin’ Sounds, 1955
- A ..T of the Blues, 1956
- The Happy Jazz of Osie Johnson, 1957